# Espanya Hoquei Club
L'Espanya Hoquei Club és un club esportiu de hoquei línia de la ciutat de Mallorca fundat l'any 1971 referent de l'esport sobre patins a l'illa. Va ser fundat com a club d'hoquei patins i competí en aquesta disciplina fins al 1996, en la qual competia a la segona categoria estatal de l'any 1978; a partir de 1994, el club s'incorporà a la nova disciplina del hoquei línia, creada feia poc als Estats Units i en la qual ha excel·lit a nivell estatal amb set lligues espanyoles.
Es tracta de l'entitat més transcendent en la història de l'esport sobre rodes de Mallorca, tant pels successos del primer equip a escala estatal com per la feina feta per promoure el hoquei per Mallorca i per la implantació arreu de l'illa d'escoles de hoquei formatiu, que ha estès més enllà de ciutat el seu radi d'actuació, arribant a llocs com Coll d'en Rabassa, Inca o Ariany, i molts dels clubs de hoquei de l'illa són fundats per exjugadors de l'Espanya, com ara el Calvià HC. Per altra banda, és l'equip de Mallorca més reeixit en títols en qualsevol disciplina.

## Història

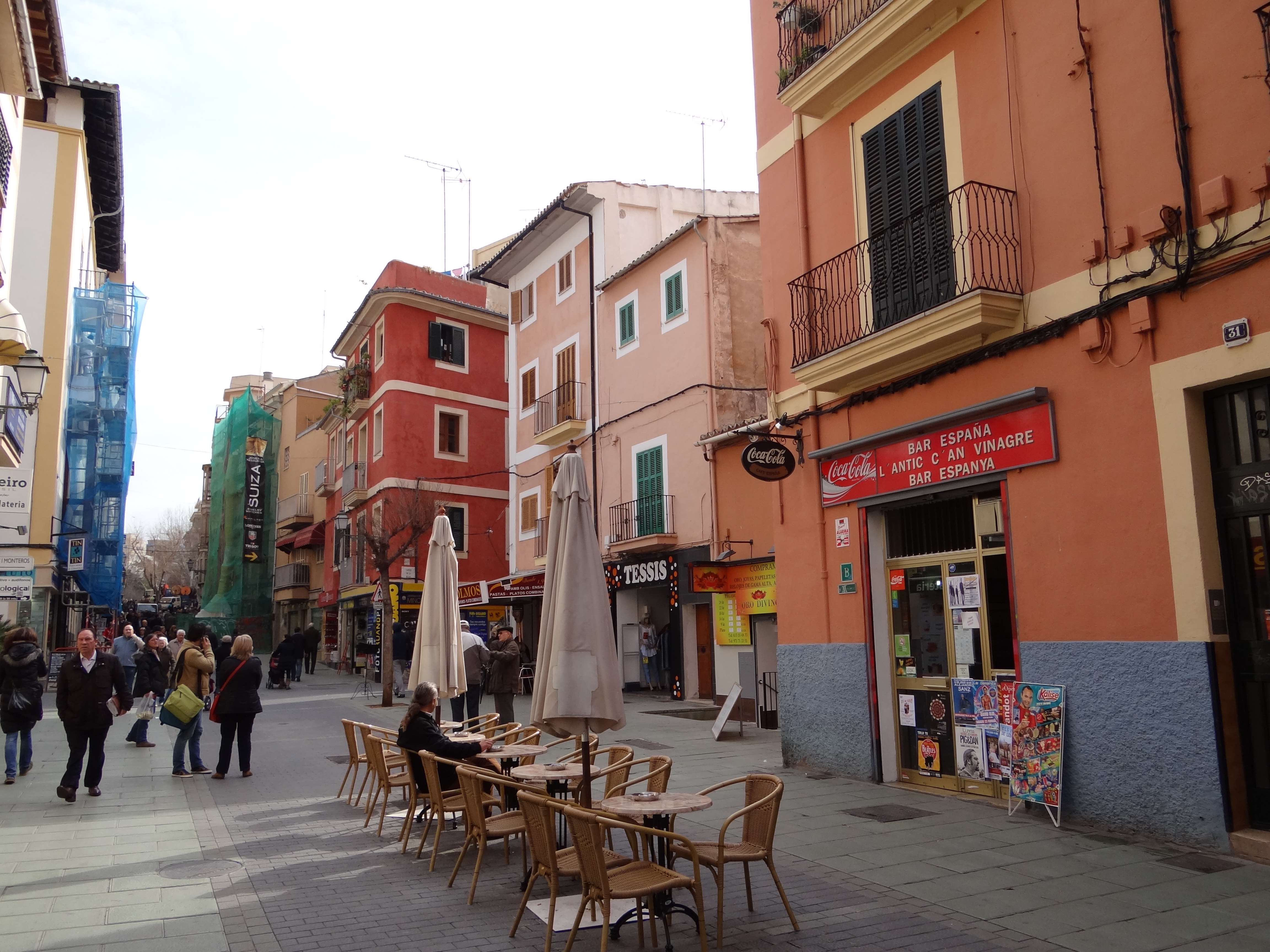
Can Vinagre, la seu social del club

L'entitat la fundaren Mateu Martorell, Joan Riudala i Miquel Esteva el 1971 i ells tres formaren la directiva, amb seu al bar Espanya (nom oficial del popular bar Can Vinagre) del carrer dels Oms, propietat de Mateu Martorell. Durant molts d'anys, el club tengué com a pista la de la plaça Bisbe Berenguer de Palou, construïda el 1954 i que batià la plaça amb el nom popular de plaça dels Patins. El primer any es creà un equip sènior i un equip juvenil; el primer fou campió de les Balears fins que abandonà aquesta categoria el 1978, quan l'equip pujà a la segona categoria estatal per primera vegada en la història del hoquei balear. Després d'aquest assoliment, el club es disposà a fer créixer la seva massa social i a augmentar el nombre de seccions formatives, el qual va créixer fins a arribar a les deu categories. Durant els anys vuitanta, va mantenir la categoria tots els anys llevat de les temporades 1982/83 i 1988/89, participà i guanyà en diversos tornejos locals i assolí diversos campionats de les Balears i dos subcampionats d'Espanya en les seccions infantils.
Els anys noranta el club va començar ampliant disciplines creant una secció de tir de fona (1990), i més tard també es crearien les de patinatge de velocitat (1998) i de floorball (2005), per bé que no tengueren continuïtat fins a l'actualitat. Però el gran canvi en el club es produí el 1994, quan el club decidí de crear la secció de hoquei línia, disciplina sorgida pocs anys abans als Estats Units com a forma de practicar el hoquei gel sense necessitat de tenir una infrastructura per mantenir una pista gelada. La secció de hoquei patins no desaparegué aquell any, però el 1996 ja havia deixat de competir en aquesta categoria.
Atesa la novetat de la disciplina i la menor competitivitat, els títols no torbaren a arribar, i així la temporada 1999/00 el primer equip es proclamà campió d'Espanya juntament amb l'equip júnior. La temporada 2003/04 fou campió de la Lliga Nacional de Hoquei, creada aquell mateix any, de manera que n'és el primer campió. Al seu torn, aquest triomf li permeté de participar en la primera Copa d'Europa, en la qual va fer tercer. En total, el primer equip ha conquerit set lligues i dues copes, a més de diverses participacions a Europa on ha estat a prop d'aconseguir el títol diverses vegades.
Durant la temporada 2005/06, el club incorporà al seu nom el patrocinador Drac, i així competí un any com a Drac Espanya.

## Temporades
Temporades del club de 1999 ençà:
| Temporada | Lliga                          | Posició | Copa del Rei  | Europa                     |
| --------- | ------------------------------ | ------- | ------------- | -------------------------- |
| 1999/00   | Campionat d'Espanya            | Campió  | -             | -                          |
| 2000/01   | Campionat d'Espanya            | ?       | -             | -                          |
| 2001/02   | Campionat d'Espanya            | 3r      | -             | -                          |
| 2002/03   | Campionat d'Espanya            | 3r      | -             | -                          |
| 2003/04   | Lliga Nacional de Hoquei Línia | Campió  | Campió        | 3r                         |
| 2004/05   | Lliga Nacional de Hoquei Línia | 2n      | Subcampió     | Subcampió                  |
| 2005/06   | Lliga Nacional de Hoquei Línia | Campió  | Subcampió     | 4t                         |
| 2006/07   | Lliga Nacional de Hoquei Línia | Campió  | semifinalista | 5è                         |
| 2007/08   | Lliga Nacional de Hoquei Línia | ?       | Subcampió     | 5è                         |
| 2008/09   | Lliga Nacional de Hoquei Línia | Campió  | Subcampió     | 4t (Copa Confederació)     |
| 2009/10   | Lliga Élite de Hoquei Línia    | Campió  | Subcampió     | 3r                         |
| 2010/11   | Lliga Élite de Hoquei Línia    | 2n      | Subcampió     | 5è                         |
| 2011/12   | Lliga Élite de Hoquei Línia    | 2n      | Subcampió     | 3r                         |
| 2012/13   | Lliga Élite de Hoquei Línia    | 3r      | Semifinalista | ?                          |
| 2013/14   | Lliga Élite de Hoquei Línia    | 2n      | Semifinalista | -                          |
| 2014/15   | Lliga Élite de Hoquei Línia    | 2n      | Campió        | -                          |
| 2015/16   | Lliga Élite de Hoquei Línia    | Campió  | Semifinalista | ?                          |
| 2016/17   | Lliga Élite de Hoquei Línia    | Campió  | Subcampió     | Subcampió                  |
| 2017/18   | Lliga Élite de Hoquei Línia    | 2n      | Semifinalista | Campió de la President Cup |
| 2018/19   | Lliga Élite de Hoquei Línia    | 2n      | Subcampió     | -                          |
| 2019/20   | Lliga Élite de Hoquei Línia    | 4t      | Subcampió     |                            |

## Camp de joc
El club va néixer a la plaça dels Patins i durant molts d'anys va ser el camp titular de totes les categories, com també la pista d'entrenament. Però el fet que és un camp descobert, situat en una plaça pública i amb molt poca capacitat d'espectadors va fer que es traslladàs al Poliesportiu de Son Rapinya. El 2011 diverses categories començaren a entrenar al Palma Arena i la temporada 2014/15 s'hi traslladà el primer equip, on també jugà els partits oficials.
El Palma Arena, però, era una pista força sol·licitada i no sempre estava disponible pels partits de l'Espanya, de manera que puntualment havia de tornar a jugar partits a Son Rapinya. Però la superfície d'aquest pavelló no tenia les característiques requerides per la Federació, que a partir de la temporada 2018/19 començà a imposar multes per les infraccions. Finalment, la Federació amenaçà amb la suspensió dels partits, i el club arribà a jugar partits com a local fora de l'illa per manca de disponibilitat del Palma Arena. El gener de 2020 el club adquirí una superfície amb les característiques requerides de la Federació i així cessaren els problemes amb el terreny de joc i el club es tornà a instal·lar, definitivament, a Son Rapinya, pavelló que, d'altra banda, havia estat renovat el 2019.

## Presidents
- 1971-1978: Miquel Esteva Vidal
- 1978-1983: Antoni Mir Tous
- 1983-1984: Francisco Zanón Cervantes
- 1984-actualitat: Mateu Martorell Marquès[4][20]